# Stående fågelhund

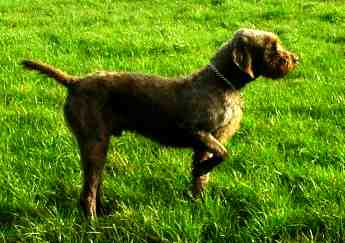
Pudelpointer som funnit och stannat upp vid ett byte. Observera att kuperad svans är förbjudet i Sverige.

Stående fågelhundar är en grupp hundraser av jakthundar för fågeljakt och i varierande mån annan småviltjakt. Det som skiljer ut dem från övriga fågelhundar är det nedärvda och utpräglade beteendet att stå för fågel. Det främsta viltslaget är hönsfågel; hundarna kallades förr hönshundar, liksom fortfarande gammel dansk hönsehund.

## Metoder
För att finna bytet använder hunden sig av vittringen och söker i sicksack mot vinden, arbetande lös i jägarens synfält. Vid kontakt med tryckande fågel fryser hunden i en pekande position för att göra jägaren uppmärksam. Därav härrör namnet på flera språk: Chien d'arrët (ståndhund) på franska; pointing dog eller pointer (pekande hund) på engelska, likaså setter efter sätta, ställa; samt vorstehhund (framskjutande hund) på tyska, varur det svenska rasnamnet vorsteh bildats.
Vid ståndet inväntar hunden att jägaren skall komma fram, varvid den får kommando att avancera. Hunden rusar då fram och skrämmer upp fågeln. Efter denna resning måste hunden ha stadga att sätta sig eller lägga sig lugnt för att inte störa jägaren när denne skjuter med hagelgevär. Först på ytterligare kommando skall hunden apportera den nedlagda fågeln.
Vid jakt med flera hundar på öppna fält är det viktigt att de andra hundarna avvaktar och håller sig i stillhet när en hund ställt sig för fågel; detta kallas sekondering. Sådan jakt förekommer på fälthöns som fasaner, rapphöns och vaktlar samt på ripor. Vid jakt på skogshönsen tjäder och orre, måste hunden kunna lämna en fågel som träat och rapportera till jägaren och sedan återvända till ståndet.

## Varianter
De stående fågelhundarna indelas i två huvudgrupper: kontinentala och brittiska. De brittiska stående fågelhundarna söker snabbare och över mer vidsträckta områden. De är oftast specialiserade enbart på fälthöns.
De kontinentala arbetar vanligen långsammare och närmare jägaren. De är i allmänhet också mer allsidiga och förväntas kunna bistå sin ägare vid många olika jaktformer. Bortsett från ordinarie fågeljakt skall de kunna apportera både på land och i vatten. De används även till jakt på tryckande hårvilt som harar. Vidare kan de användas som eftersökshundar och som stötande/kortdrivande hundar på klövvilt.

## Typer och ursprung
De kontinentala består dels av hundar av braquetyp, dels av hundar av spanieltyp. Exempel på de förra är vorsteh, weimaraner och ungersk vizsla. Exempel på de senare är breton och kleiner och grosser münsterländer.
De brittiska består dels av pointer, dels av setter. Man anser att de olika raserna är besläktade och har ett gemensamt upphov i de braquehundar som under Romerska riket spreds i Medelhavsländerna, där det fanns gott om hönsfågel. Enligt en teori var det kelterna som från 500-talet skilde ut de hundar som senare skulle bli spanielar och förde dessa till bl.a. Frankrike och Brittiska öarna. Settrarna anses ha utvecklats ur brittiska spanielar, medan pointern har sitt ursprung direkt hos spanska braquehundar som engelska officerare förde med sig efter freden i Utrecht 1713.